# جروت ريبر
جروت ريبر (بالإنجليزية: Grote Reber) (و. 1911 – 2002 م) هو فيزيائي، وعالم فلك، وعالم من الولايات المتحدة الأمريكية . ولد في ويتون (إلينوي) .
توفي في تاسمانيا، عن عمر يناهز 91 عاماً.

## التعليم
تعلم في معهد إلينوي للتقنية

## جوائز
حصل على جوائز منها:
- وسام جاكسون وجويلت (1983)
- وسام بروس (1962)
- جائزة المحاضر لهنري نوريس راسيل (1962)
- وسام إليوت كريسون  [لغات أخرى]‏.